# Ouche
Die Ouche [uʃ] ist ein Fluss in Frankreich, der im Département Côte-d’Or in der Region Bourgogne-Franche-Comté verläuft. Sie entspringt im Gemeindegebiet von Montceau-et-Écharnant, entwässert zunächst Richtung Nordost, dreht bei Dijon dann in südöstliche Richtung und mündet nach rund 95 Kilometern im Gemeindegebiet von Échenon, nahe Saint-Jean-de-Losne, als rechter Nebenfluss in die Saône. Zwischen den Orten Le-Pont-d’Ouche und Dijon begleitet der Fluss den Canal de Bourgogne und wird auch zu seiner Wasserversorgung herangezogen.

## Orte am Fluss
- Lusigny-sur-Ouche
- Bligny-sur-Ouche
- Fleurey-sur-Ouche
- Velars-sur-Ouche
- Talant
- Dijon
- Longvic
- Neuilly-lès-Dijon
- Varanges
- Trouhans
- Échenon